# Pédaso
La mitología griega considera a Pédaso hijo de Bucolión y la náyade Abarbárea y hermano gemelo de Esepo. Era, pues, nieto de Laomedonte, padre de Príamo, y por tanto luchó junto con su hermano en la Guerra de Troya en el bando troyano. Aparece en el canto VI de la Ilíada, en el que, con Esepo y otros guerreros, es muerto por Euríalo.
También se llama Pédaso uno de los corceles de Aquiles. A Pédaso lo había traído de Tebas.